# Woolavington
Woolavington – wieś w Anglii, w hrabstwie Somerset, w dystrykcie (unitary authority) Somerset. Leży 40 km na południowy zachód od miasta Bristol i 199 km na zachód od Londynu. W 2001 miejscowość liczyła 2256 mieszkańców.